# Sprinteuropamästerskapen i kanotsport 2011
Sprinteuropamästerskapen i kanotsport 2011 anordnades den 17-19 juni i Belgrad, Serbien. 

## Medaljsummering

### Medaljtabell

#### Kanot och kajak
| Pl.    | Nation         | Guld | Silver | Brons | Totalt |
| ------ | -------------- | ---- | ------ | ----- | ------ |
| 1      | Ungern         | 6    | 2      | 2     | 10     |
| 2      | Belarus        | 4    | 5      | 3     | 12     |
| 3      | Tyskland       | 4    | 4      | 1     | 9      |
| 4      | Ryssland       | 4    | 1      | 3     | 8      |
| 5      | Azerbajdzjan   | 2    | 1      | 0     | 3      |
| 6      | Polen          | 1    | 2      | 3     | 6      |
| 7      | Rumänien       | 1    | 1      | 2     | 4      |
| 8      | Storbritannien | 1    | 1      | 1     | 3      |
| 9      | Portugal       | 1    | 0      | 3     | 4      |
| 10     | Litauen        | 1    | 0      | 0     | 1      |
| 11     | Spanien        | 0    | 3      | 1     | 4      |
| 12     | Ukraina        | 0    | 1      | 2     | 3      |
| 13     | Sverige        | 0    | 1      | 1     | 2      |
| 14     | Norge          | 0    | 1      | 0     | 1      |
| 14     | Serbien        | 0    | 1      | 0     | 1      |
| 14     | Slovakien      | 0    | 1      | 0     | 1      |
| 17     | Danmark        | 0    | 0      | 2     | 2      |
| 18     | Tjeckien       | 0    | 0      | 1     | 1      |
| Totalt | Totalt         | 25   | 25     | 25    | 75     |

### Herrar
| Gren       | Guld                                                                 | Tid       | Silver                                                                                     | Tid       | Brons                                                                              | Tid       |
| C-1 200 m  | Valentin Demyanenko (AZE)                                            | 39,855    | Alfonso Benavides Lopez De Ayala (ESP)                                                     | 40,047    | Jurij Tjeban (UKR)                                                                 | 40,161    |
| C-1 500 m  | Valentin Demyanenko (AZE)                                            | 1:50,681  | Paweł Baraszkiewicz (POL)                                                                  | 1:50,693  | Dzianis Harazja (BLR)                                                              | 1:50,939  |
| C-1 1000 m | Sebastian Brendel (GER)                                              | 3:47,155  | Josif Chirila (ROM)                                                                        | 3:49,645  | Jose Luis Bouza (ESP)                                                              | 3:50,065  |
| C-1 5000 m | Sebastian Brendel (GER)                                              | 24:07,383 | Jose Luis Bouza (ESP)                                                                      | 24:15,819 | Lukáš Koranda (CZE)                                                                | 24:28,725 |
| C-2 200 m  | Litauen Raimundas Labuckas Tomas Gadeikis                            | 37,416    | Belarus Aljaksandr Valtjetski Dzmitryj Rabtjanka                                           | 37,866    | Ungern Attila Bozsik Gábor Horváth                                                 | 37,914    |
| C-2 500 m  | Rumänien Alexandru Dumitrescu Victor Mihalachi                       | 01:41,641 | Azerbajdzjan Sergey Bezuqlı Maksim Prokopenko                                              | 01:41,689 | Polen Roman Rynkiewicz Mariusz Kruk                                                | 01:41,959 |
| C-2 1000 m | Ryssland Aleksej Korovasjkov Ilja Pervuchin                          | 3:28,584  | Belarus Andrej Bahdanovitj Aljaksandr Bahdanovitj                                          | 3:28,614  | Rumänien Victor Mihalachi Alexandru Dumitrescu                                     | 3:28,818  |
| C-4 1000 m | Ungern Márton Tóth Mátyás Sáfran Mihály Sáfrán Róbert Mike           | 3:16,042  | Belarus Andrej Bahdanovitj Dzmitryj Rabtjanka Aljaksandr Bahdanovitj Aljaksandr Valtjetski | 3:16,270  | Ryssland Ivan Kuznetsov Rasul Isjmuchamedov Kirill Sjamsjurin Vladimir Tjernysjkov | 3:16,528  |
| K-1 200 m  | Piotr Siemionowski (POL)                                             | 35,418    | Péter Molnár (HUN)                                                                         | 35,460    | Ed McKeever (GBR)                                                                  | 35,538    |
| K-1 500 m  | Jurj Postrigaj (RUS)                                                 | 01:39,418 | Anders Gustafsson (SWE)                                                                    | 01:39,532 | Kasper Bleibach (DEN)                                                              | 01:39,550 |
| K-1 1000 m | Max Hoff (GER)                                                       | 03:22,485 | Aleh Jurenja (BLR)                                                                         | 03:25,029 | Fernando Pimenta (POR)                                                             | 03:25,881 |
| K-1 5000 m | Aleh Jurenja (BLR)                                                   | 20:45,612 | Eirik Verås Larsen (NOR)                                                                   | 20:45,966 | René Holten Poulsen (DEN)                                                          | 21:04,908 |
| K-2 200 m  | Storbritannien Liam Heath Jonathon Schofield                         | 32,487    | Belarus Raman Petrusjenka Vadzim Machneŭ                                                   | 32,775    | Sverige Anders Svensson Christian Svanqvist                                        | 32,793    |
| K-2 500 m  | Belarus Raman Petrusjenka Vadzim Machneŭ                             | 01:30,355 | Slovakien Erik Vlček Peter Gelle                                                           | 01:30,601 | Portugal Emanuel Silva João Ribeiro                                                | 01:30,739 |
| K-2 1000 m | Tyskland Andreas Ihle Martin Hollstein                               | 3:07,095  | Ryssland Vitalij Jurtjenko Vasilij Pogreban                                                | 3:07,827  | Ungern Roland Kökény Rudolf Dombi                                                  | 3:08,205  |
| K-4 1000 m | Portugal Fernando Pimenta João Ribeiro Emanuel Silva David Fernandes | 2:49,618  | Tyskland Max Hoff Marcus Gross Norman Bröckl Robert Gleinert                               | 2:49,960  | Rumänien Ionel Gavrila Ştefan Vasile Toni Ioneticu Traian Neagu                    | 2:50,056  |

### Damer
| Gren                   | Guld                                                                  | Tid       | Silver                                                        | Tid       | Brons                                                                 | Tid       |
| C-1 200 m              | Maria Kazakova (RUS)                                                  | 50,455    | Lydia Weber (GER)                                             | 52,999    | Katsiaryna Herasimenka (BLR)                                          | 53,275    |
| C-2 500 m (Uppvisning) | Belarus Katsiaryna Herasimenka Svitlana Tulupava                      | 2:14,554  | Ungern Kincső Takács Dorina Obermayer                         | 2:14,554  | Ryssland Vetra Bardak Anastasia Ganina                                | 2:14,554  |
| K-1 200 m              | Natalia Lobova (RUS)                                                  | 40,120    | Maria Teresa Portela (ESP)                                    | 40,282    | Teresa Portela (POR)                                                  | 40,300    |
| K-1 500 m              | Danuta Kozák (HUN)                                                    | 1:51,552  | Inna Osypenko-Radomska (UKR)                                  | 1:53,154  | Ewelina Wojnarowska (POL)                                             | 1:54,204  |
| K-1 1000 m             | Katalin Kovács (HUN)                                                  | 3:55,232  | Antonija Nađ (SRB)                                            | 3:57,716  | Edyta Dzieniszewska (POL)                                             | 4:02,732  |
| K-1 5000 m             | Maryna Paltaran (BLR)                                                 | 23:12,661 | Lani Belcher (GBR)                                            | 23:21,415 | Ludmila Galusjko (UKR)                                                | 23:28,315 |
| K-2 200 m              | Ungern Danuta Kozák Katalin Kovács                                    | 37,820    | Tyskland Tina Dietze Franziska Weber                          | 38,036    | Belarus Maryna Paltaran Volha Chudzenka                               | 38,300    |
| K-2 500 m              | Ungern Tamara Csipes Katalin Kovács                                   | 1:40,207  | Polen Aneta Konieczna Beata Mikołajczyk                       | 1:40,339  | Ryssland Juliana Salachova Anastasia Sergeeva                         | 1:41,671  |
| K-2 1000 m             | Ungern Tamara Csipes Gabriella Szabó                                  | 3:31,741  | Tyskland Franziska Weber Tina Dietze                          | 3:32,629  | Ryssland Anastasia Sergeeva Juliana Salachova                         | 3:34,927  |
| K-4 500 m              | Belarus Iryna Pamialova Nadzeja Papok Volha Chudzenka Maryna Paltaran | 1:33,088  | Ungern Dalma Benedek Danuta Kozák Anna Karasz Gabriella Szabó | 1:34,006  | Tyskland Tina Dietze Carolin Leonhardt Silke Hoermann Franziska Weber | 1:34,834  |